# Jazovka
Jazovka je jama v gozdu v bližini naselja Sošice na Žumberku na Hrvaškem, v kateri se nahaja množično grobišče. Zaradi partizanskega vojnega zločina, ki se je zgodil v jami, je kulturno dobro zaščitena.
Jama je sestavljena iz dobro podobnega vhoda, globokega približno 34 m, na dnu katerega je podolgovat poševen del, dolg približno 15 m.
Leta 2020 so iz jame izkopali posmrtne ostanke 814 žrtev, ki so jih partizani ubili po zavzetju Krašića januarja 1943, nato pa maja in junija 1945 vojaki jugoslovanske vojske.

## Partizanski zločini leta 1945
Jama Jazovka je znana kot kraj množičnega poboja predvsem hrvaških civilistov med drugo svetovno vojno in po njej s strani jugoslovanskih partizanov.
Žrtve so bile večinoma ranejno medicinsko osebje in nune, ki so jih pripadniki jugoslovanske vojske leta 1945 prisilno odpeljali iz zagrebških bolnišnic.
Zgodovinarka Blanka Matković je leta 2011 poročala, da je približno 447 žrtev, katerih podatki so bili identificirani med speleološkim pregledom jame leta 1999, ki ga je vodil patolog prof. Dr. Žarko Danilović. M. Matković navaja, da je po seznamih, ki se hranijo v zagrebških bolnišnicah, mogoče identificirati osebne podatke za kar 4791 bolnikov zagrebških bolnišnic (v svojem znanstvenem delu pa objavi ime, priimek, leto rojstva, kraj rojstva, zakonski stan, vero, vojaški čin in dan sprejema v bolnišnico za vse žrtve), - vojaško osebje poraženih vojsk, ki jih je jugoslovanska vojska leta 1945 usmrtila, z opozorilom, da razgovor z preživelimi vsebuje osebne podatke o bolnikih ni na razpoložljivih seznamih, zato je treba sklepati, da bolnišničnemu arhivu manjka del podatkov. Jama Jazovka je le eno od krajev, kamor so zmetali pobite vojne ujetnike - bolnike zagrebških bolnišnic. Zaradi prikrivanja dokazov je bil ubit tudi del bolnišničnega osebja, ki je bil priča zločinu. 
Kazenski postopek proti kriminalcem še ni bil uveden, čeprav so imena nekaterih storilcev javno objavljena. 
Za tri nune s. Liphardo Horvat, s. Konstantino Mesar in Gerald Jakob, medicinske sestre v psihiatrični bolnišnici Vrapče, ki so bile živo vržene v jamo, se je v Katoliški cerkvi začel postopek razglasitve za blažene.

## Identificiranje žrtev leta 2020
Julija 2020 je ministrstvo hrvaških veteranov Hrvaške izkopalo žrtve iz jame Jazovka in ugotovili, da se na lokaciji nahaja vsaj 814 okostnjakov. Predvidena je nadaljnja antropološka obdelava ostankov na Inštitutu za sodno medicino in kriminologijo v Zagrebu.
Ministrstvo hrvaških veteranov je od ponedeljka, 13. do petka, 17. julija 2020, izvajalo zahtevne in kompleksne terenske dejavnosti v občini Žumberak. Terenske dejavnosti so vključevale speleološke raziskave in izkopavanje posmrtnih ostankov iz jame Jazovka ter poskusna izkopavanja z namenom razjasniti drugo jamo Jazovka. 
Ekshumacija posmrtnih ostankov iz Jazovke je bila izvedena na podlagi zakona o raziskovanju, urejanju in vzdrževanju vojaških pokopališč, pokopališč žrtev druge svetovne vojne in povojnega obdobja ter odredbe sodišča, ki jo je izdala pristojna zagrebška županija Sodišče. Prvič po odkritju obstoja jame Jazovka je bilo identificiranih veliko posmrtnih ostankov žrtev iz speleološkega objekta sistematično in po vseh pravilih stroke. 
V petih intenzivnih delovnih dneh so iz jame Jazovka odstranili posmrtne ostanke najmanj 814 ljudi, takoj po identifikaciji pa je bilo na podlagi števila stegnenic določeno minimalno število žrtev (MNI). Po izkopu so jamo še enkrat podrobno pregledali, da bi ugotovili, da so bili vsi ostanki odstranjeni. Dno jame sta dokumentirala Ministrstvo za hrvaške veterane in Ministrstvo za notranje zadeve. 
Po podatkih, ki so jih zbrale pristojne medresorske službe, gre za žrtve druge svetovne vojne in povojnega obdobja. Po pričevanjih so žrtve večkrat vrgli v jamo, po bitki za Krašić leta 1943 in po koncu vojne leta 1945. 
Med terenskimi raziskavami je svetovalno podporo ministrstvu hrvaških veteranov na tem področju svetoval tudi Mladen Kuka, speleolog, ki je leta 1989 odkril jamo Jazovka in vse leto 1989 zbiral dragocene podatke o pokopališču. 
Posmrtne ostanke so odpeljali na Inštitut za sodno medicino in kriminologijo v Zagrebu, kjer so opravili njihovo antropološko obdelavo. Sledila je njihova dostojanstvena in trajna oskrba ter nato skupni dogovor o lokaciji gradnje grobišča z enoto lokalne uprave, krajevno župnijo in društvi, ki negujejo spomin, tako da so žrtve pokopane v dostojanstveno. 
Ministrstvo za hrvaške veterane pristopa k vsakemu terenskemu raziskovanju sistemsko, strokovno in odgovorno kot koordinator medresorskega procesa s podporo drugih udeležencev, ki naloge opravljajo v skladu s svojimi pristojnostmi. Raziskavo izvajajo tudi v sodelovanju z združenji, ki se ukvarjajo z ohranjanjem spomina na žrtve, pa tudi z zainteresiranimi posamezniki, ki v proces prispevajo svoje dragoceno znanje.

### Jazovka 2
Vzporedno s temi dejavnostmi so na podlagi znanja, ki so ga zbrale pristojne medresorske službe, potekala poskusna izkopavanja z namenom določiti morebitno lokacijo druge jame Jazovka. Glede na zbrano znanje in pričevanja ljudi o betonirani odprtini možne druge jame se je začelo poskusno izkopavanje terena na štirih mikrolokacijah v neposredni bližini Jazovke, vendar ugotovitve ugotovitev niso potrdile. Ministrstvo je napovedalo, da bo v prihodnjem obdobju še naprej zbiralo znanje, ki bi lahko koristilo pri prihodnjem operativnem delu na terenu.